# Eucrostes nanula
Eucrostes nanula là một loài bướm đêm trong họ Geometridae.